# Arpad Elo
Arpad Emmerich Elo (rođen kao Árpád Imre Élő; Egyházaskesző, Mađarska, 25. kolovoza 1903. – Brookfield, Wisconsin, SAD, 5. studenoga 1992.) bio je mađarski fizičar i šahist, izumitelj Elo rejting sustava za igre i sportove s dva igrača kao što je šah i druge poput nogometa i košarke. 
Rođen je u selu Egyházaskeszőu u Mađarskoj, a 1913. godine s roditeljima se preselio u Sjedinjene Američke Države.
Elo je bio profesor fizike na sveučilištu Marquette u Milwaukeeju i majstor šaha. Do 1930-ih bio je najjači šahist u Milwaukeeju, tada jednom od vodećih nacionalnih šahovskih gradova. Osam puta je osvojio državno prvenstvo u Wisconsinu.
Arpad Elo je najpoznatiji po svom sustavu ocjenjivanja šahista. Izvorni sustav ocjenjivanja šaha razvio je 1950. Kenneth Harkness, poslovni direktor Šahovskoga saveza Sjedinjenih Američkih Država. Do 1960., koristeći podatke razvijene kroz Harknessov rejting sustav, Elo je razvio svoju vlastitu formulu koja je imala dobru statističku osnovu i predstavljala poboljšanje Harknessova sustava. Novi sustav ocjenjivanja odobren je i usvojen na sastanku Šahovskoga saveza Sjedinjenih Američkih Država u St. Louisu 1960. godine.
Godine 1970. FIDE, Svjetska šahovska federacija pristala je usvojiti Elo rejting sustav. Od tada pa sve do sredine 1980-ih, Elo je sam izračunavao ocjene. U to je vrijeme računski zadatak bio relativno jednostavan, jer je FIDE ocijenjivala manje od 2000 igrača.
FIDE je kasnije dodala nova pravila dodijelivši proizvoljne ocjene (obično u rasponu od 2200, što je najmanje za majstora šaha) za igrače koji su postigli najmanje 50 posto u igrama na odabranim događajima, kao što su kao Šahovske olimpijade. Elo se usprotivio tim novim pravilima kao proizvoljnim i politički vođenim.
Elo rejting sustav koristi se i u drugim sportovima pa tako postoji i svjetska nogometna Elo ljestvica.
Elo je umro u Brookfieldu, u Wisconsinu 1992. godine.